# Trondheims flygplats, Værnes
Trondheims flygplats, Værnes, är en flygplats som ligger omkring 35 kilometer öster om Trondheim, i Stjørdals kommun. Flygplatsen är en viktig regional flygplats som betjänar hela tröndelagsregionen. Det är också ett nav för mellersta Norge, varifrån det går flyg till kortbaneflygplatser där bara små halvt tankade propellerplan kan gå. Deras passagerare får byta i Trondheim om de ska till Oslo eller Köpenhamn. Flygplatsen ägs och drivs av det norska luftfartsverket Avinor i samarbete med luftförsvaret.
Værnes är Norges tredje största flygplats och år 2013 uppgick antalet start och landningar till 60.830 och antalet passagerare till drygt 4.300.000.
Fyra flygbolag trafikerar 16 inrikes destinationer och fyra bolag trafikerar nio utrikes destinationer däribland Köpenhamn, London, Amsterdam och Stockholm. Den största rutten är Oslo med 25 dagliga avgångar som trafikeras med Boeing 737. Denna linje har flest passagerare i Norden och är bland de 10 med flest passagerare inom Europa.
Flygplatsen har två terminaler. Inrikesterminalen, terminal A, öppnades 1994 och är utrustad med ramper. Den gamla terminalen öppnades 1982 och heter numera terminal B. Den används för utrikestrafik och byggdes om 2006. Bland annat byggdes en taxfree-butik.
Mellan Trondheim och flygplatsen tar man sig med bil, buss eller tåg och transporten tar dryga halvtimmen med alla färdsätten. Tågtrafiken avgår ungefär en gång i timmen. Avståndet är 37 kilometer. Från Sverige kan man åka tåg (Mittnabotåget) till Hell, och byta till lokaltåg eller gå 1,5 kilometer.

## Flygbolag och destinationer

### Inrikes
| Flygbolag             | Destinationer |
| --------------------- | --- |
| Norwegian Air Shuttle | Bergen, Harstad/Narvik, Sandefjord, Oslo, Tromsø                                                                                    |
| Scandinavian Airlines | Bergen, Bodø, Molde, Oslo, Stavanger, Tromsø, Ålesund                                                                               |
| Widerøe               | Bodø, Brønnøysund, Harstad/Narvik, Mo i Rana, Mosjøen, Namsos, Sandefjord, Rørvik, Sandnessjøen, Tromsø, Kristiansand, Kristiansund |

### Utrikes
| Flygbolag             | Destinationer |
| --------------------- | --- |
| Icelandair            | Reykjavík-Keflavík |
| KLM                   | Amsterdam |
| Norwegian Air Shuttle | Alicante, Antalya, Dubrovnik [säsong], Las Palmas de Gran Canaria, London-Gatwick, Malaga, Murcia, Nice, Berlin-Schönefeld, Riga, Split, Kraków-Balices flygplats, Teneriffas södra, Köpenhamn-Kastrup, Korfu |
| Scandinavian Airlines | Alicante, Stockholm Arlanda, Köpenhamn-Kastrup, Barcelona-El Prat |
| Wizz Air              | Gdańsk |

### Charter
| Flygbolag             | Destinationer                          |
| --------------------- | -------------------------------------- |
| Air Europa            | Palma de Mallorca                      |
| Air Via               | Burgas                                 |
| BH Air                | Burgas                                 |
| Eurocypria Airlines   | Larnaca                                |
| Norwegian Air Shuttle | Split                                  |
| Novair                | Chania                                 |
| Pegasus Airlines      | Antalya                                |
| Sky Airlines          | Antalya                                |
| SunExpress            | Antalya                                |
| Sunclass Airlines     | Antalya, Chania (Kreta), Rhodos, Varna |

## Historik
År 1887 byggdes en militär förläggning på platsen. 1914 började platsen användas som flygplats. Tyskarna byggde hårdgjorda banor under andra världskriget. Efter kriget började civila flygningar från Værnes, liksom från Ørland på andra sidan fjorden. Runt 1960 förlängde försvaret Værnes huvudbana, över E6 och järnvägen. Man valde den som civil huvudflygplats, med en riktig terminal. Trafiken ökade kraftigt efterhand. 1982 invigdes en ny terminal bredvid den gamla, som också den efterhand blev för liten. 1994 invigdes en ny mycket större terminal närmare järnvägen, och med egen järnvägsstation, den första vid en flygplats i Norden. Utrikesdelen blev ganska snabbt för liten, och den flyttades till den gamla terminalen.